# Plectris burmeisteri
Plectris burmeisteri är en skalbaggsart som beskrevs av Kirsch 1871. Plectris burmeisteri ingår i släktet Plectris och familjen Melolonthidae. Inga underarter finns listade i Catalogue of Life.